# 長期欠席
長期欠席（ちょうきけっせき）とは、学校に在籍している児童・生徒等が、一定以上の日数を欠席することである。長欠（ちょうけつ）と略される。不登校の概念と関わりが深い。より長期にわたる場合や、予定の立つ欠席の場合は「休学」や「長期休学」と呼ぶこともある。長期欠席中の人が、学校に再び出席し始めることを、再登校、学校復帰、復学などと呼ぶ。

## 概要
高等学校や大学では、年間に一定以上欠席すると、原級留置（留年）となる場合が多い。これは知識の修得よりも授業科目の履修を重視する履修主義によるものである。小学校や中学校でも、私立学校などでは欠席日数が多いと原級留置となる例が見られるが、公立学校では実務上は強固な年齢主義で運営されているため、1年間欠席してもほぼ自動的に進級することも多く、かえって落ちこぼれを生むとの批判もある。
欠席期間は授業を受けられないので、自習などで対策しなければ学業不振の原因になりやすい。中学校が発行する調査書を評価する際にも大きく影響する。また、時間のかかる学校行事への継続参加が難しい。一方、長期欠席中であっても、学生割引などには影響しない（夏休み中でも学割が利くのと同じ）。
欠席をする理由としては、病気や怪我の療養によるもの、自由意志によるもの、いじめや体罰などの学校側の問題からの回避などがある。出席停止、停学などによるものや、外国留学によるものもある。近年の日本の小中学校では、物理的な要因のない長期欠席が大幅に増加している（後述）。このほか、監禁など児童・生徒が学校に通学することを物理的に遮断されることで長期欠席となる場合もある。
小学校・中学校・中等教育学校前期課程の長期欠席の統計は「理由別長期欠席者数」を参照。この統計では年間に通算30日以上欠席した場合を「長期欠席」と呼んでいる。

## 病気・経済的理由以外の長期欠席問題
日本の文部科学省においては、病気や経済的理由をのぞいた任意の長期欠席を、「不登校児童生徒」と呼んで統計を取っている。文部科学省発表や、マスメディアでいう「不登校」とは、多くの場合、この「不登校児童生徒」（最狭義の不登校）が学校に登校していないことである。
文部科学省による公式な定義では、「不登校児童生徒」とは、「何らかの心理的、情緒的、身体的あるいは社会的要因・背景により、登校しない、あるいはしたくともできない状況にあるため、年間30日以上欠席した者のうち、病気や経済的な理由による者を除いたもの」としている。連続した欠席だけではなく累計である。特に小学校・小学部、中学校・中学部、中等教育学校前期課程に限定されることが多い。（ただし、長期欠席に関する論議や統計を行う場合は、学齢期でありながら、または就学を望んでいながら小学校・中学校・高等学校などに在籍していない非就学者についても、その存在を見落としてはならないとする意見もある）
この定義によれば、2006年度は全国で12万6764人、1.17%程度（小学生302人に一人、中学生35人に一人）の不登校児童生徒が存在し、特に中学校では平均して学級に1人の不登校児童生徒が存在する計算となる。
日本の不登校児童生徒の割合は先進国中では最も低い。欧米では概ね8-16%程度の児童、生徒が「不登校」であると言われている。
文部科学省が調査した原因は「その他本人に関わる問題」が非常に多いが、これは本人の直接回答ではなく学校側が面談等を通して判断し、回答を出しているためと思われる。
病気や経済的な理由による者を除いた長期欠席は、かつていじめの増加によるものだ、という考えが蔓延したが、全ての不登校児童生徒がいじめ被害に起因するものではないので、一面的であり、すべての事実を的確に述べているとは言いがたい。
また同様に、「不登校は病状である」という考えがあるが、現在の不登校児童生徒の定義は身体的・精神的病気によるものを除外して考えることが大勢であり、治療の対象ではないといわれている。しかし、小児科、精神科それぞれの研修体系は大きく異なり、かつ、小児科と精神科の双方の専門的研修を受けた医師（いわゆる小児精神科医）は、きわめて少ない。そのため、医学的根拠に基づく「病識のない精神疾患」であるという診断が行われるのは、きわめて少数である。医学的根拠に基づく小児精神医学への取り組みは少数に留まるものの、医学界における断定的な完全否定はない。なお、「病気によるものを除く」とされているが、身体的な疾患についてはともかく、精神的な疾患の場合は、判断基準があいまいだとされている。
さらに学校に行ける者でも、登校の際に心身症的症状としての腹痛やめまいなどが現れたり、登校しても保健室や図書室、各学校が用意した特別教室までで、自己が所属する学級の教室まで行くことができないなどの状態も見られる（俗に「保健室登校」などと呼ばれる）。そのような学校に対する不適応の現象も総称して、不登校と呼ぶこともある。

### 用語の移り変わり
この種の長期欠席のことを「不登校」と呼び慣わすようになるまでには、さまざまないきさつがあった。ごく初期では、「学校嫌い」や「学校恐怖症」という言葉であらわされていた。しかし、それらはその言葉では片付けられない問題との認識が広がり、包括的な「不登校」という言葉が用いられるようになった。
また一時期、「登校拒否」という言葉がよく用いられていたが、現実的には学校に行くのを拒否するというよりも、様々な理由により「行けない」という心身的な不調状態であることも多く、登校を拒否しているわけではないとして「登校拒否」という言葉は不適切とされ、現在では「不登校」という言葉がより適切な表現として主に用いられるようになった。しかし、旧来の「登校拒否」のさすものをそのまま「不登校」に言い換えてしまった例も多く、定義の混乱が生じてしまっている。
そもそも「登校拒否　school refusal」という概念の由来は、英米の専門家らによる無断欠席児童の研究を通じて、学校に行かないのではなく、「学校に行こう（行かなければ）と思いつつも（そう思えば思うほど）行けない」などと本人が訴えて、強い不安をともなう広い意味での神経症的反応を示す一群の子ども達が発見され、「学校恐怖症　school phobia（のちに分離不安と言い換えられた）」と名づけられたことによってはじまる。
日本でも精神医学や臨床心理学の文脈で登校拒否という語が用いられている場合には、このような学術的な定義および学説の変遷に基づいていることが多い。そのため、厳密な意味での登校拒否は、一般に幅広い意味合いで用いられている広義の登校拒否と区別して狭義の登校拒否と表現されたり、日本では神経症的登校拒否と言い換えられている場合もある。
とはいえ、それが精神医学上で用いられる本来の意味での登校拒否なのであり、いわゆる怠学（遊び・非行型）などと呼ばれることもある無断欠席児童とは識別されていることに注意しておく必要があるだろう。「不登校　non-attendance at school」と訳されている用語も、日本の専門家（特に精神科医や臨床心理士）の間では、基本的に上述した脈絡での「登校拒否　school refusal」の用法を引き継いでいることが多い点にも注意すべきであろう。
政府やマスメディアなどにおいて、言葉が、文字通りの意味で使われていないので、英語と比較すると理解しやすい。現在、政府の公式定義の「不登校」は英語では「school refusal 」や「refusal to go to school」と訳されている。これを日本語に直訳すれば「学校拒絶」や「通学の拒絶」である。また、この語は「登校拒否」の英訳とまったく同じであり、このことからも、文部科学省やマスメディアで多用される用語「不登校」は、「登校拒否」とほぼ同じ意味で用いられていることが分かる。なお、「不登校」または「欠席」を英語に直訳すると「school non-attendance」（学校非出席）となる。なお「怠学」は「truancy」であるが、これは日英とも否定的意味合いがふくまれる。
こういった経緯もあって、本来広い範囲をさす「不登校」という言葉を、従来「登校拒否」と呼んでいた現象の言いかえとして現在使用されているため、字面だけで判断すると誤解しやすい。このように、「広義の不登校」の中に長期欠席（狭義の不登校）があり、さらにその中の一部が公式的に「不登校」と呼ばれているという三重の構造となっている。

### 欠席と再登校の原因
長期欠席の原因には多くの説があるが、実際は下記のように個人によって千差万別である。また「欠席が始まる原因」と「不登校状態から復学できない原因」は同じものとは限らない。

#### 欠席の起きる原因
病気などの直接的な理由のない長期欠席が始まる原因については様々な例がある。代表的なものとしては、以下のようなものがある。
- いじめ・教員との相性問題
  - 全ての不登校がいじめに起因するものではないにせよ、特定非営利活動法人教育研究所の牟田武生によると、不登校の原因の約70%はいじめであり、別のNPO法人によれば、不登校の約80%がいじめを原因とするとの報告もある。教員の児童・生徒へのいじめは、研究者の間ではずっと以前から存在しているといわれている。
- 教師の問題行為 （一例を紹介した記事あり）
- 学業上の不安（学業不振・浮きこぼれ）
- クラブ活動・部活動への不適応
- 家庭の不和
- コンプレックス（劣等感以外にも、当人に内在する様々な理由による）
- 非行
- 席替え
- 生徒の社会適応能力、人間関係構築能力の欠如
- 現状の学校制度（管理教育など）
- 上級学校への進学による環境変化（悪化）
- 社会の学校・進学・就職に対する状況・価値観の変化
  - 「学校に行くのは当然」「学校を卒業し就職するのが当然」という価値観や風潮が稀薄になったため、ちょっとしたきっかけから学校を休み、それが容易に長期化することがある。
- 長期欠席の一般化による相乗効果
  - クラスに2、3人の不登校生徒がおり、それ自体あまり特殊なものとして見られていない、あるいは、マスコミ等で長期欠席が頻繁に報道されることにより、自分が不登校になることの抵抗感・不安も減り、さらに不登校生徒が増加する。

#### 欠席の長期化の事由
一方、欠席状態からなかなか復学できず、長期化することになる原因も様々ある。それらは
- 過剰な登校要求
- 現状の学校制度（自動進級制度など）
- 周囲の反応
- 自学自習による学習形態に対する自信
- 学習の遅延

などである。
しかし原因が明確なことの方が珍しく、どれも全ての長期欠席者に対して当てはまるものではない。長期欠席は、あくまでも個々の異なった現象であり、全体としてはっきりと原因を定義できるものではない。

#### 学校に復帰する事由
長期欠席状態から学校復帰が起きる際にはさまざまな理由が存在する。それらは
- クラスメートと会いたいため
- 学習の遅れに対する危機感
- 学校側の復学支援
- 心身の疲れからの回復
- 学校または親からの強制・命令
- 上級学校への進学による環境変化（良化）

などである。これも個人によって様々である。

#### 多数派が長期欠席をしない事由
- 義務教育制度により、社会全体で学校への就学が自然なものと思われているため。
- 学校外よりも学校の方が楽しい、または楽しくなくても休むほどではない場合も多いため。
- 休みたくても休みづらい、休めない、または休ませてくれない場合も多いため。

## 経過
長期欠席者がどのような経過をたどるかは個別のケースによって異なるが、ある程度定型的なパターンがある。

### 再登校後の出席状況
長期欠席の経験者の場合、一度再登校を開始しても再び休みがちになる場合、全く休まないようになる場合など、さまざまなパターンがある。また、中学、高校などの上級学校に進学したり、転校をしたりしたことをきっかけに、ほとんど欠席しないようになる例も見受けられる。

### 学校復帰の可否と復帰学年
公式定義にようやく当てはまる程度の年間数十日程度の欠席であれば、欠席の事由が消滅した場合、以前と同じように出席を開始するだけで、そのまま復帰できる場合が多い。
年間出席日数の半分程度の欠席の場合、小学校・中学校であれば学年末に原級留置を行うかどうかが検討されるが、公立校であれば本人の意志を聞いたうえで進級・卒業の扱いになる場合も多い。高等学校の場合、通常であれば、履修不認定で単位が不足して、原級留置になる可能性が高まる。
年間の大部分を欠席した場合や、欠席が数年間に及んだ場合は、必ずしも復学できるわけではない。義務教育機関である小学校・中学校では年齢主義が強い学校が多いため、本人の意思にかかわらず強制的に進級や卒業（除籍）がなされるケースも多く、復学ができなくなる場合や、高い学年に復学するしかない場合（または欠席開始時に小学生で復学時に中学生となる場合）がある。高等学校では、在学期間に上限を設けている場合や、再入学時の年齢制限がある場合もあるので、同様に必ずしも元通りに復学できるとは限らない。
このように、特に小中学校段階では、年齢主義進級制に基づいた強制的進級・卒業が行われやすく、未履修の学年を飛ばして復学することとなってしまうため、学校ではなく家庭、塾、独学などで飛ばした学年の内容を補習しておかなければ、授業についていけなくなってしまう事態に陥ることが多い。
このように日本のほとんどの地域で、15歳までは年齢主義の影響が強いため、児童・生徒は自分の年齢に追われる形にならざるをえず、学齢期を終えた時点では本来の中学卒業レベルの学力水準に到達できないまま、中学を卒業または退学してしまうケースも多い。こうしてやり直し学習の機会が閉ざされた状況に置かれた本人が、小学校や中学校に再度入学しようとしても、学齢超過者を受け入れる小中学校は数少ないため、ほとんどのケースで大きな転居や夜間中学への入学が必要となる。
このような事態に対し、現状は、小中学校と特別支援学校の中間の位置付けの公立の公的教育施設が皆無に等しいため、サポート校などの営利的な教育機関の需要が高く、本来あるべき学校制度の姿からはかけ離れてしまっている。
また高等学校では、定時制高校や通信制高校が長期欠席生徒の受け皿になっていることが多い。

## 長期欠席者のサポート・対策
親の会
各地では「親の会」と呼ばれる不登校の子どもを持つ親のネットワークが構築されている。
- 学校という「居場所」を拒絶している生徒に対して、学校以外で気軽に通える居場所の必要性。
- 学校で問題がおきているのに学校だけで対応することへの問題
- 現実的に学校が長期欠席者のために割くことができる人的、時間的な資源の問題

などから学校だけの対処には限界があり、それに対処するために、フリースクールとよばれる、不登校者など学校になじめない、学校に行けない子どもたちの「居場所」が各地で作られている。
地方の親の会などが中心となって作られたフリースクールでは、人的、財政的な問題などで活動停止や閉鎖しているものもあるが、近年相次いでNPO法人化し基盤をかため行政などと連携し活動を広げている。
行政
2003年4月21日、小泉内閣の進める構造改革特別区域構想にともない、『不登校児童・生徒のための体験型学校特区』に認定され、2004年4月、小中一貫校である八王子市立高尾山学園が開校するなど、行政側のサポート・対策もおこなわれている。

### 高校生以上
サポート校
1996年、全国通信制サポート校協議会として日本オルタナティブスクール協会（通称JASA）が設立。加盟校は、サポート校とよばれ、通信制高校と提携することにより単位取得を目指している。
サポート校では、長期欠席経験者を多く受け入れており、長期欠席経験者の居場所として広く認知されている。また、日本の学校システムでは、特に初等・中等教育において年齢主義が強固であるため、一度つまづくと一般的にはなかなか元に復帰しにくく、このような状況からも一度長期欠席を経験してしまうと、たとえ何かのきっかけで登校できたとしても、学力不振により再度登校しなくなってしまうケースも多くある。サポート校では、そのような生徒に対し独自のカリキュラムにより、個々の生徒のニーズに合わせた教育をおこなっている。サポート校では、提携している通信制高校の単位を取得できるため、高校卒業資格がもらえる。

## 不登校と発達障害

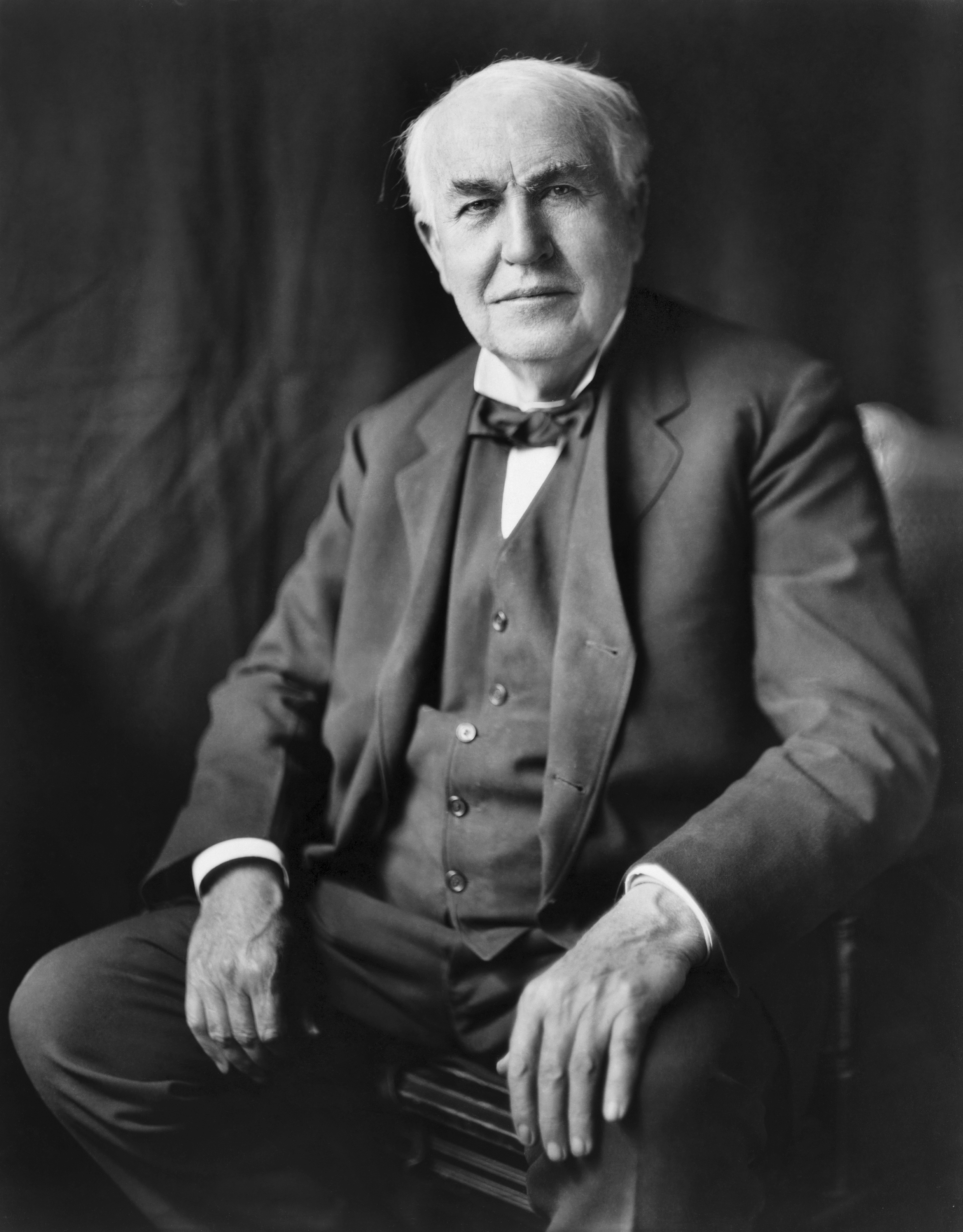
トーマス・エジソン

発達障害（注意欠陥・多動性障害（ADHD）・アスペルガー症候群など）や学習障害を抱える児童は、学校が嫌いだったり不登校になりやすい。ホームスクーリングが盛んなアメリカでは、それらを抱える児童はホームスクーリングを選択することが多い。歴史上の人物では、発明王トーマス・エジソンはADHDを抱えていたと見られているが、幼少期は学校になじむことが出来ずホームスクーリングで育った。
それらの症状を抱える児童は対人関係を苦手としていたり、学校をつまらないと感じたりしていて学校教育では就学意欲の低下が見られるが、ホームスクーリングで対人関係を巡るトラブルが解消され、また興味関心のある分野を重点的に教えることで学習意欲を高めることが出来る。ホームスクーリングの問題としては、両親が共働きの場合は子どもの教育に時間を割かなければならないので世帯収入が減少することである。また子どもの社会性が育たないとの批判がある。アメリカではホームスクーリングの児童にクラブ活動などに参加させることで交流の場を設けている。対人関係を苦手とする児童が学校でいじめを受けて不登校になりホームスクーリングになった場合でも、こうしたクラブ活動などで新たな交友関係を作れるようになるという。
日本では、オンライン授業の普及促進や学びの多様化学校（いわゆる不登校特例校）の設置などが進められているが、上のようなハンデを抱えた児童のための教育機会が十分に確保されているとは言い難い。